# Hans Klewing
Hans Andreas Klewing (1807 – 1879) var en stenhugger og var aktiv i kampen for danskheden i Sønderjylland. Han lavede flere private og officielle monumenter, gravstene og sokler.

## Historie
Klewings far kom fra Norge, men Klewing selv arbejdede og boede det meste af sit i Flensborg, hvor han sammen med sin hustru opbyggede et stenhuggerfirma, der havde over 40 medarbejdere. Hans aktive politiske arbejde, og dele af hans stenhuggerarbejde bærer tydeligt præg af hans tilhørsforhold til de danskorienterede slesvigere. Han var aktiv i en række forskellige foreninger.

Klewing deltog aktivt i Flensborgs kommunalpolitiske problemer og diskussioner og da de nye liberale bevægelser nåede til byen, støttede han først de slesvig-holstenske bevægelser, der ønskede et udelt Slesvig-Holsten. I 1840'erne skiftede han dog sit politiske syn og støttede derefter de danskorienterede slesvigere.
Under Treårskrigen var Klewing meget aktiv. Han var med til at smide slesvig-holstenske anførere ned af rådhustrappen og arrangerede en underskriftindsamling, hvor han personligt afleverede papirerne i København. Han var med til at oprette Den slesvigske forening, der støttede en fri forfatning mellem Slesvig og Danmark.
Efter Danmarks sejr i Treårskrigen, fik hans stenhuggerfirma mange ordrer. En del af dem var private gravstene for velhavende kunder, der vidste at man fik den bedste vare hos Klewing. Af de officielle ordre kan nævnes mindesmærket for Slaget ved Bov og 51 marmormindetavler for danske officerer og disse blev opstillet på Flensborg Kirkegård. Han sponserede en sten med kongekrone og mindetavle som tak.
Fundamentet til Den tapre Landsoldat i Fredericia og soklen til Istedløven er Klewings arbejde og i 1861 sponsorerede han en mindesten ved Eremitagen i Jægersborg Dyrehave.
Den sidste store dansk-nationale ordre kom, da der skulle opstilles en mindedestøtte på Skamlingsbanken i Sønderjylland til minde om folk, der havde gjort en særlig indsats, for danskheden i Nordslesvig/Sønderjylland.